# Xiao Jia
Xiao Jia (小甲) de son nom personnel Zi Gao (子高). Il était le sixième souverain de la dynastie Shang. Il régna à Bo (亳) de 1666 à 1649 av. J.-C.